# Isole Marchesi
Le isole Marchesi (in francese Îles Marquises; in marchesiano del nord: Te Henua ‘Enana, del sud: Te Fenua ‘Enata, "la terra delle persone", e in tahitiano: ‘Enana mā, "Le [isole] Enana") sono un gruppo di isole vulcaniche, il più settentrionale del territorio d'oltremare della Polinesia Francese, di cui sono una delle 5 divisioni amministrative. Sono localizzate a sud dell'equatore nell'oceano Pacifico. Il punto più alto è il monte Oave sull'isola di Ua Pou, a 1 230 m sopra il livello del mare.
Secondo il censimento del 2012 hanno una popolazione di 9 261 abitanti, disseminati su 14 isole per un territorio di 1049 km². L'isola più grande dell'arcipelago è Nuku Hiva dove ha sede anche il capoluogo amministrativo, Taiohae.

## Storia

Bandiera delle isole Marchesi

Si stima che l'uomo raggiunse le isole dell'arcipelago delle Marchesi intorno al 100 a.C., proveniente dalle isole Tonga e Samoa: la prima colonizzazione fu quindi di ceppo polinesiano. I dialetti parlati sono le lingue marchesiane. Gli spagnoli approdarono alle Marchesi molto più tardi. L'esploratore spagnolo Álvaro de Mendaña, pensando d'aver raggiunto le isole Salomone, sbarcò il 21 luglio 1595. A questo gruppo di isole diede il nome di Marchese di Cañete in onore del viceré del Perù García Hurtado de Mendoza, terzo marchese di Cañete, che l'aiutò a finanziare la sua impresa.
Le isole più settentrionali vennero ribattezzate isole Washington nel 1791 dal capitano Joseph Ingraham, e nel 1813 David Porter rivendicò Nuku Hiva a nome degli Stati Uniti, ma il Congresso statunitense non ratificò mai l'annessione. Passarono infine sotto la corona di Francia nel 1842 come Établissements français de l'Océanie, ed i francesi stabilirono un insediamento sull'isola di Nuku Hiva, abbandonata in seguito nel 1859. Il controllo venne ristabilito nel 1870, quando l'arcipelago venne incorporato nel territorio della futura Polinesia Francese.
L'arcipelago, dall'arrivo dell'uomo bianco, subì uno dei più devastanti tracolli demografici della storia del Pacifico. Le malattie portate dagli europei decimarono la popolazione stimata nel XVI secolo intorno alle 100.000 persone, portandola a metà Ottocento a meno di 20.000, per scendere ancora all'inizio del Novecento a poco più di 2.000. Soltanto nel corso dell'ultimo secolo si avvertì una lieve ripresa, tanto da fissarsi ad 8.700 abitanti agli inizi del XXI secolo. Nell'arcipelago abitarono Paul Gauguin, che vi morì, e Jacques Brel.
Il 26 luglio 2024 l'arcipelago è stato inserito nella Lista dei patrimoni dell'umanità dell'UNESCO durante la quarantaseiesima sessione del comitato del patrimonio mondiale, diventando il cinquantatreesimo sito francese del patrimonio dell'umanità. 

## Arte
Diffuse sono le sculture antropomorfe, naturalistiche, tra le quali spiccano il tiki, ossia una rappresentazione umana racchiusa in una geometria di curve. In questa zona una forma d'arte peculiare è il tatuaggio, denominato moko che arriva a decorare tutto il corpo, compresi l'interno della bocca e i genitali.
Molto importante anche la danza, soprattutto quella delle donne - dette vahinè.

## Geologia
La massa delle Marchesi è di tipo vulcanico, originata dal punto caldo delle Isole Marchesi sottostante alla Placca pacifica. La placca, come le isole, è ritenuta avere meno di 5 milioni di anni, nonostante un'altra ipotesi plausibile sia che la placca (e non le isole) sia significativamente più antica e abbia come immagine speculare la cintura vulcanica andina, che subduce sotto il Perù.
Ad eccezione di Motu One, tutte le isole Marchesi sono isole alte. Motu One comprende due banchi di sabbia inondati su una barriera corallina. Al contrario della maggior parte delle isole della Polinesia Francese, le Marchesi non sono circondate da barriere coralline protettive. Ad eccezione di Motu One, ed in poche baie di altre aree protette, l'unico corallo delle Marchesi si trova in un luogo inusuale, ovvero in cima all'isola di Fatu Huku. La corrente equatoriale meridionale sferza le isole impietosamente, e ciò ha portato alla formazione di grotte marine lungo le coste. Ad eccezione di alcune valli, le isole sono note per i costoni montani, che terminano improvvisamente in scogliere sul mare. Si stima che le isole abbiano da 1,3 milioni di anni (Fatu Hiva) a 6 milioni di anni (Eiao).

### Marchesi Settentrionali
- Eiao
- Hatutu
- Motu Iti
- Motu Oa
- Motu One
- Nuku Hiva
- Ua Huka
- Ua Pou

### Marchesi Meridionali
- Fatu Hiva
- Fatu Huku
- Hiva Oa
- Moho Tani
- Motu Nao
- Tahuata
- Terihi

## Galleria d'immagini

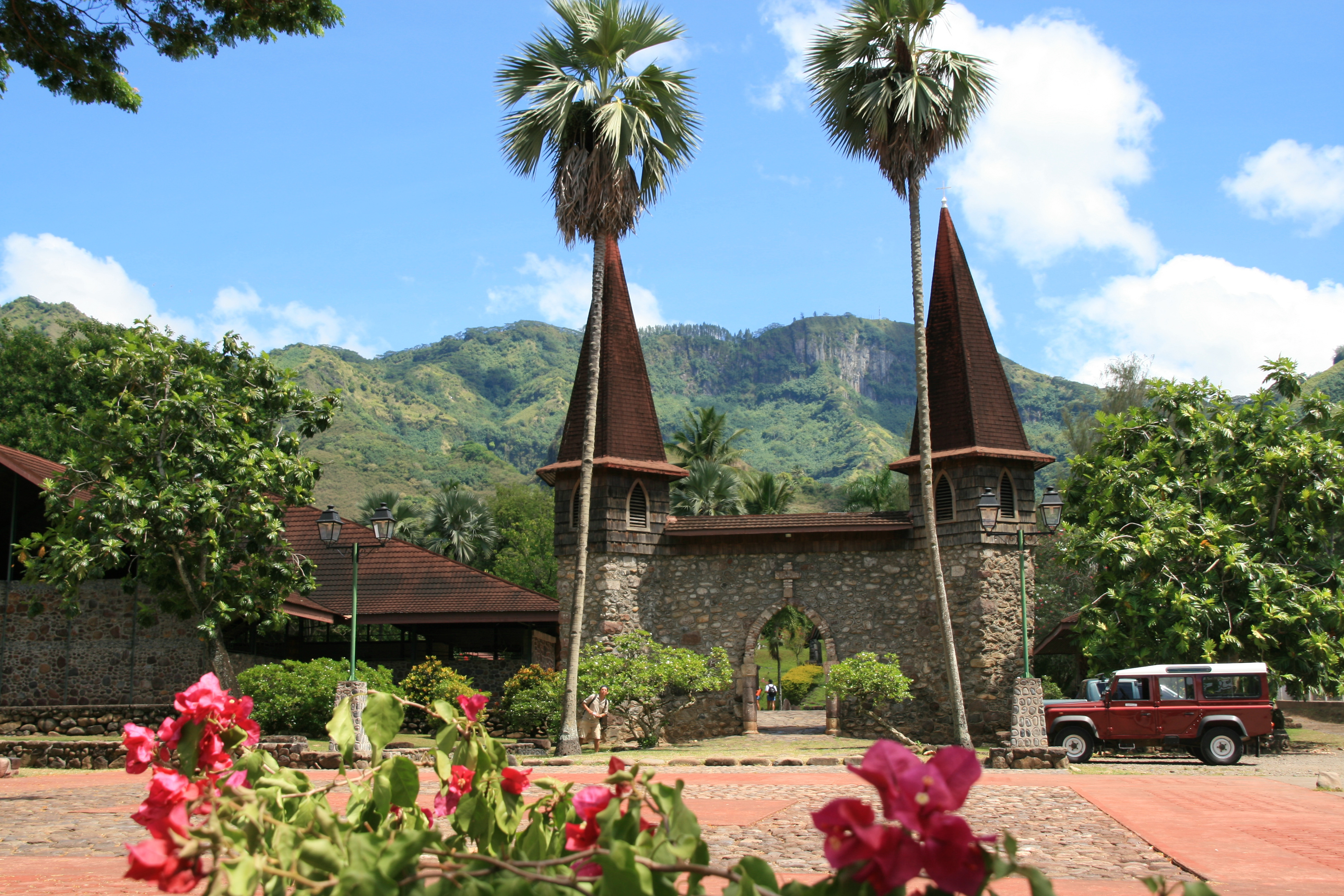
Cattedrale di Nostra Signora, a Taiohae
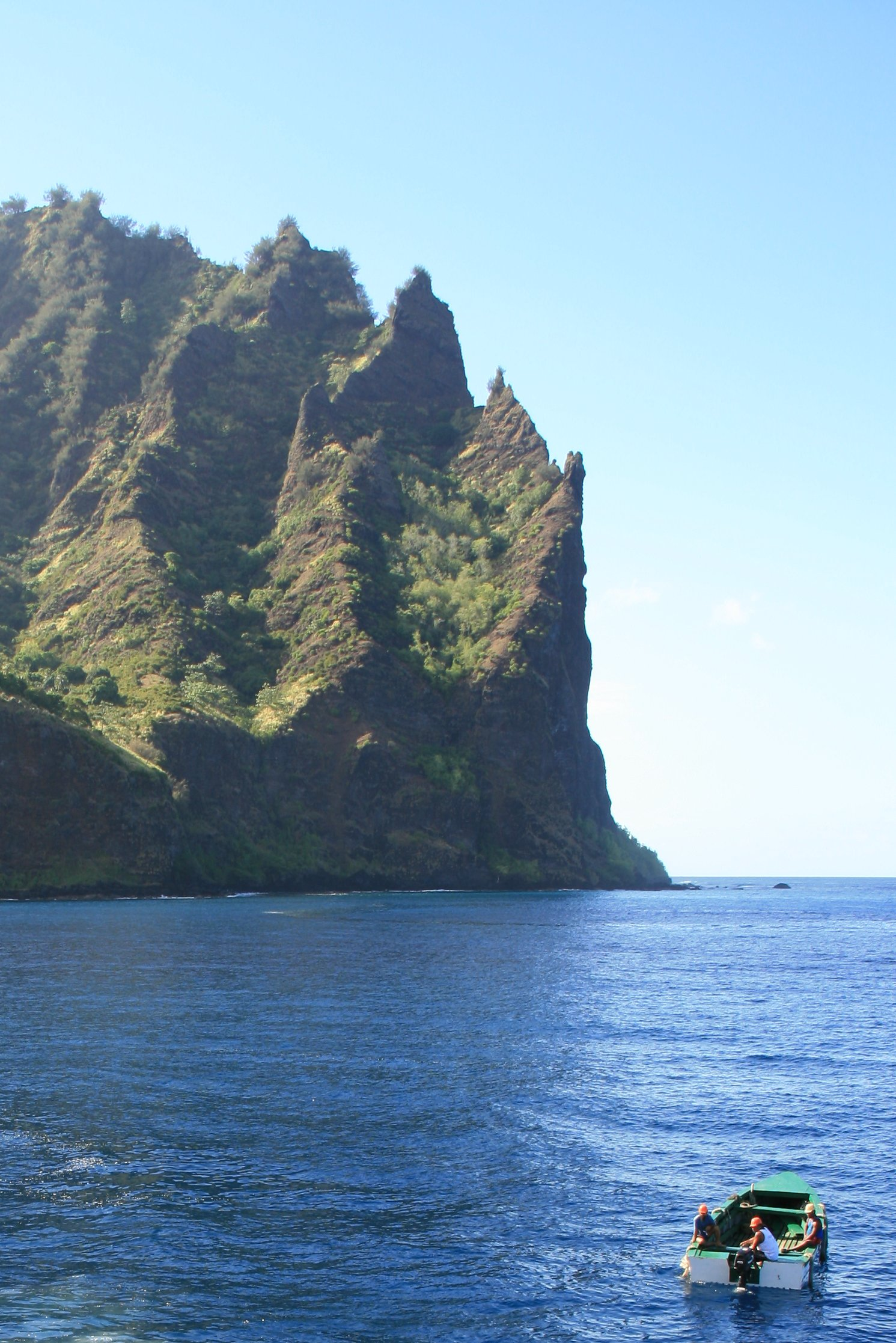
Fatu Hiva
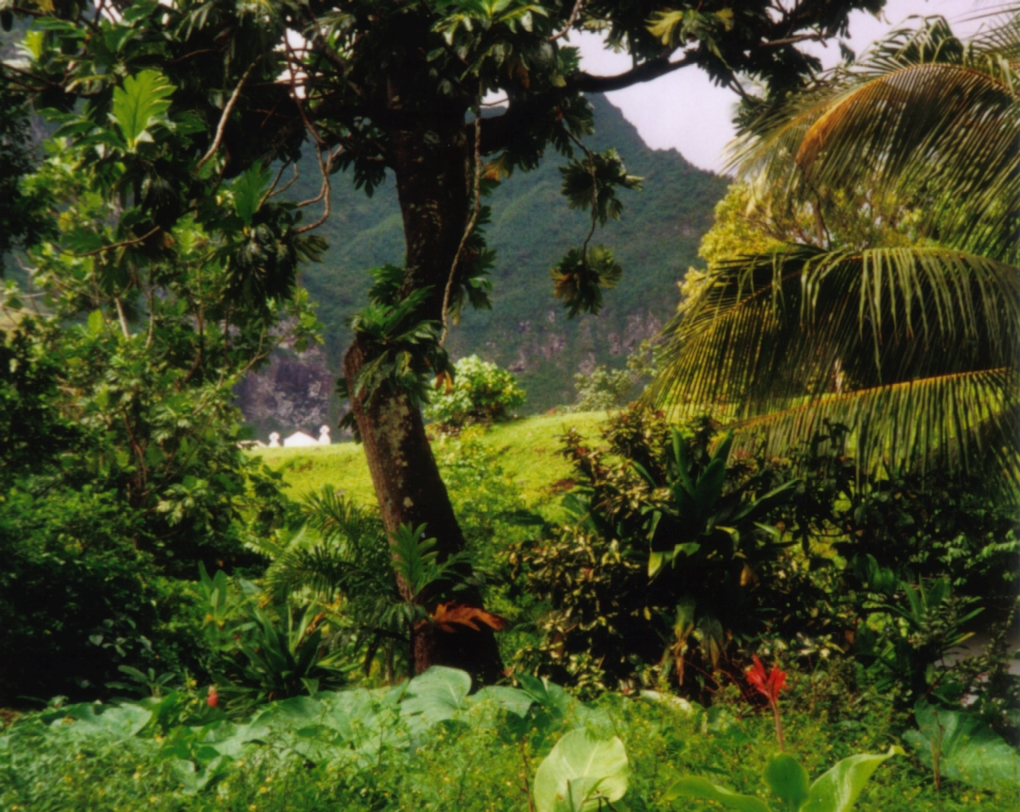
Fatu Hiva
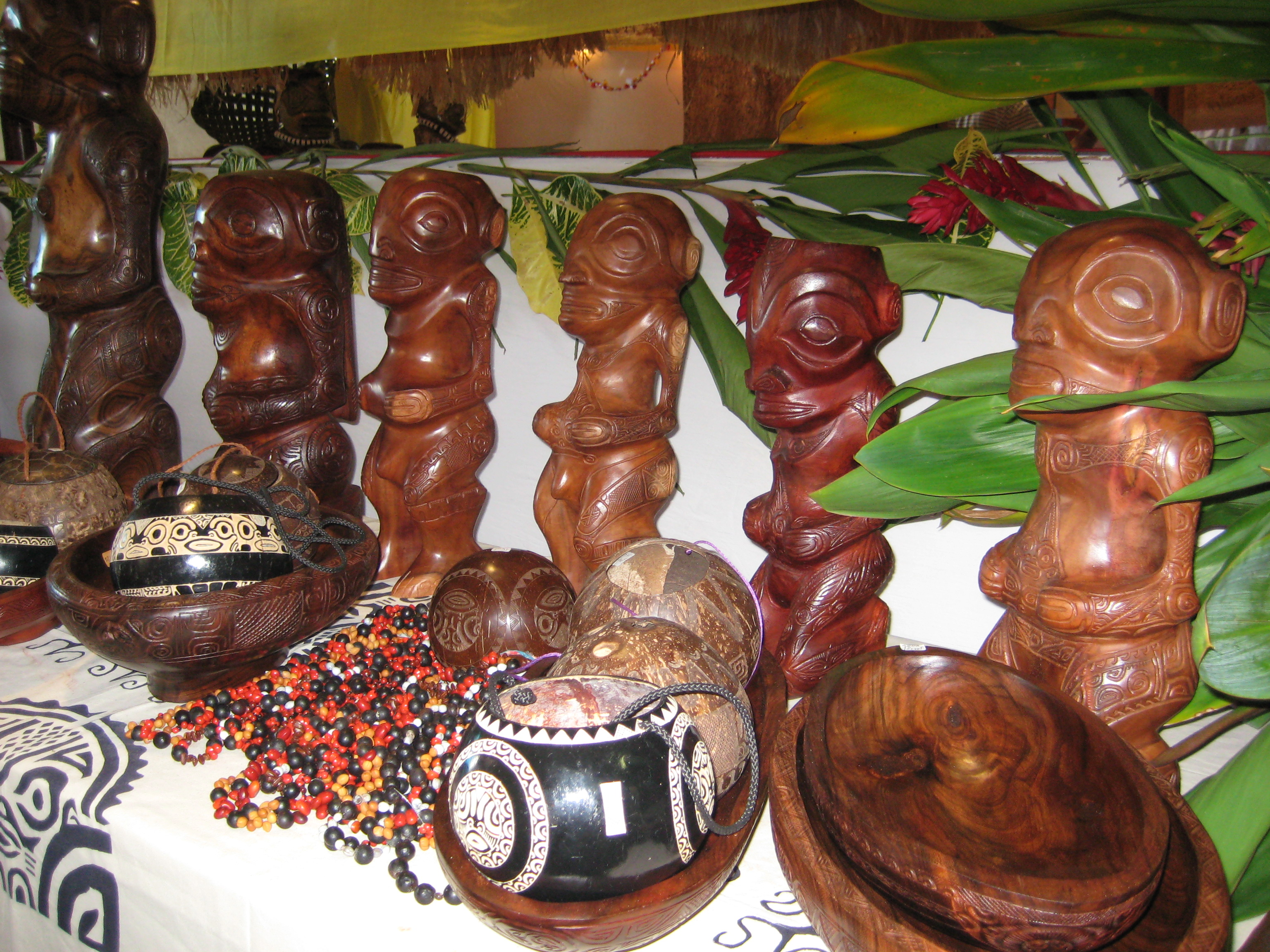
Artigianato locale
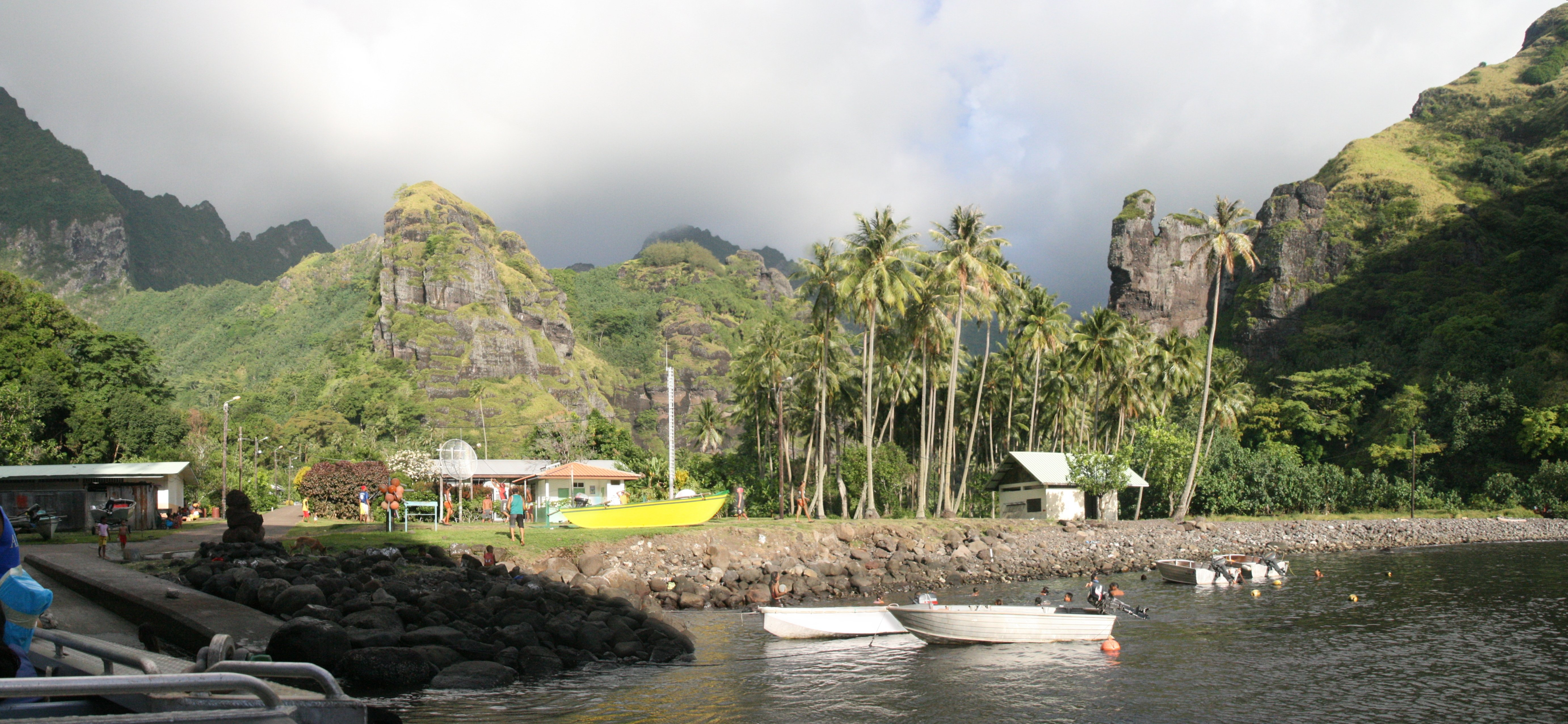
Villaggio e porto di Hana Vave